# Liugongön
Liugongön eller Liugong Dao (kinesiska: 刘公岛) är en ö i Kina.   Den ligger i provinsen Shandong, i den östra delen av landet, 600 km sydost om huvudstaden Peking. Arean är 3,2 kvadratkilometer.
Liunggongön har varit viktig för den kinesiska örlogshistorien, och Beiyangflottan hade sitt högkvarter på ön.
Terrängen på Liugongön är platt. Öns högsta punkt är 141 meter över havet. Den sträcker sig 2,1 kilometer i nord-sydlig riktning, och 4,0 kilometer i öst-västlig riktning.
Klimatet i området är tempererat. Årsmedeltemperaturen i trakten är 13 °C. Den varmaste månaden är juli, då medeltemperaturen är 24 °C, och den kallaste är januari, med 0 °C. Genomsnittlig årsnederbörd är 717 millimeter. Den regnigaste månaden är juli, med i genomsnitt 210 mm nederbörd, och den torraste är januari, med 14 mm nederbörd.